# Cruillas
Cruillas es una pequeña localidad mexicana situada en el estado de Tamaulipas, cabecera del municipio homónimo. Fue fundada el día 9 de mayo del año 1766.

## Geografía
La localidad de Cruillas se ubica en el noroeste del municipio homónimo, en el centro-norte de Tamaulipas. Se encuentra a una altitud media de 234 m s. n. m. y cubre un área de 0.960 km².

### Clima
El clima predominante en Cruillas es el semicálido subhúmedo. Tiene una temperatura media anual de 23.1 °C y una precipitación media anual de 817.2 mm.
| Parámetros climáticos promedio de Cruillas | Parámetros climáticos promedio de Cruillas | Parámetros climáticos promedio de Cruillas | Parámetros climáticos promedio de Cruillas | Parámetros climáticos promedio de Cruillas | Parámetros climáticos promedio de Cruillas | Parámetros climáticos promedio de Cruillas | Parámetros climáticos promedio de Cruillas | Parámetros climáticos promedio de Cruillas | Parámetros climáticos promedio de Cruillas | Parámetros climáticos promedio de Cruillas | Parámetros climáticos promedio de Cruillas | Parámetros climáticos promedio de Cruillas | Parámetros climáticos promedio de Cruillas |
| Mes                                        | Ene.                                       | Feb.                                       | Mar.                                       | Abr.                                       | May.                                       | Jun.                                       | Jul.                                       | Ago.                                       | Sep.                                       | Oct.                                       | Nov.                                       | Dic.                                       | Anual                                      |
| ------------------------------------------ | ------------------------------------------ | ------------------------------------------ | ------------------------------------------ | ------------------------------------------ | ------------------------------------------ | ------------------------------------------ | ------------------------------------------ | ------------------------------------------ | ------------------------------------------ | ------------------------------------------ | ------------------------------------------ | ------------------------------------------ | ------------------------------------------ |
| Temp. máx. abs. (°C)                       | 40.0                                       | 42.0                                       | 42.0                                       | 46.0                                       | 48.0                                       | 49.0                                       | 49.0                                       | 49.0                                       | 47.0                                       | 44.0                                       | 48.0                                       | 47.0                                       | 49.0                                       |
| Temp. máx. media (°C)                      | 21.8                                       | 24.9                                       | 28.8                                       | 32.3                                       | 34.4                                       | 35.7                                       | 36.1                                       | 36.4                                       | 33.6                                       | 30.5                                       | 27.2                                       | 22.7                                       | 30.4                                       |
| Temp. media (°C)                           | 15.4                                       | 17.6                                       | 21.1                                       | 24.4                                       | 26.8                                       | 28.2                                       | 28.4                                       | 28.5                                       | 26.4                                       | 23.4                                       | 20.4                                       | 16.3                                       | 23.1                                       |
| Temp. mín. media (°C)                      | 8.9                                        | 10.4                                       | 13.4                                       | 16.4                                       | 19.1                                       | 20.7                                       | 20.6                                       | 20.7                                       | 19.3                                       | 16.4                                       | 13.5                                       | 10.0                                       | 15.8                                       |
| Temp. mín. abs. (°C)                       | -5.0                                       | -2.0                                       | -1.0                                       | 4.0                                        | 0.0                                        | 8.0                                        | 8.0                                        | 9.0                                        | 1.0                                        | 3.0                                        | 0.0                                        | -7.0                                       | -7.0                                       |
| Precipitación total (mm)                   | 33.5                                       | 27.0                                       | 27.0                                       | 45.0                                       | 90.4                                       | 98.0                                       | 70.2                                       | 95.3                                       | 171.3                                      | 92.6                                       | 36.3                                       | 30.6                                       | 817.2                                      |
| Días de precipitaciones (≥ 1 mm)           | 4.6                                        | 3.6                                        | 3.1                                        | 3.7                                        | 4.7                                        | 5.2                                        | 4.2                                        | 5.3                                        | 8.3                                        | 5.1                                        | 3.5                                        | 3.9                                        | 55.2                                       |
| Fuente: Servicio Meteorológico Nacional.   |                                            |                                            |                                            |                                            |                                            |                                            |                                            |                                            |                                            |                                            |                                            |                                            |                                            |

## Demografía
De acuerdo con el censo realizado en 2020 por el Instituto Nacional de Estadística y Geografía (INEGI), en Cruillas había un total de 802 habitantes, de los que 417 eran mujeres y 385, hombres.
En 2020 había un total de 425 viviendas, de las que 252 se encontraban habitadas.

### Evolución demográfica
Durante el período 2010-2020 Cruillas tuvo un crecimiento poblacional del 0.56 % anual.
| Gráfica de evolución demográfica de Cruillas entre 1900 y 2020 |
|                                                                |
| Fuente: Instituto Nacional de Estadística y Geografía.         |